# Albini Lafortune
Pour les articles homonymes, voir Lafortune.
Albini Lafortune (5 mai 1893 - 8 novembre 1950) était un homme d'Église canadien qui fut évêque au Diocèse de Nicolet de 1938 à 1950.

## Biographie
Originaire de Saint-Paul l'Ermite (Québec), il a été ordonné en 1917. Il avait été nommé évêque par Pie XI et consacré à l'épiscopat par Mgr Jean-Marie-Rodrigue Villeneuve avec comme co-consécrateurs Joseph Arthur Papineau (fi) et Joseph Louis Aldée Desmarais (de). Mgr Joseph Albertus Martin lui succède en tant qu'évêque de Nicolet. Il est décédé en 1950 à l'âge de 57 ans.